# Сен-Парду-ле-Лак
Сен-Парду-ле-Лак (фр. Saint-Pardoux-le-Lac) — муніципалітет у Франції, у регіоні Нова Аквітанія, департамент Верхня В'єнна. Сен-Парду-ле-Лак утворено 1 січня 2019 року шляхом злиття муніципалітетів Руссак, Сен-Парду i Сен-Семфор'ян-сюр-Куз. Адміністративним центром муніципалітету є Руссак. Населення — 1347 осіб (01.01.2021).